# Hongtaxiang (ort i Kina, Hubei Sheng, lat 32,06, long 110,70)
Hongtaxiang (kinesiska: 红塔乡) är en ort i Kina. Den ligger i provinsen Hubei, i den centrala delen av landet, omkring 380 kilometer nordväst om provinshuvudstaden Wuhan. Antalet invånare är 31 367. Befolkningen består av 15 438 kvinnor och 15 929 män. Barn under 15 år utgör 14,0 %, vuxna 15-64 år 74 %, och äldre över 65 år 11,0 %.
Runt Hongtaxiang är det ganska tätbefolkat, med 86 invånare per kvadratkilometer. Närmaste större samhälle är Jundian, 7,7 km väster om Hongtaxiang. Trakten runt Hongtaxiang består till största delen av jordbruksmark.
Genomsnittlig årsnederbörd är 1 045 millimeter. Den regnigaste månaden är augusti, med i genomsnitt 198 mm nederbörd, och den torraste är december, med 8 mm nederbörd.